# Le Piège infernal
Pour plus de détails, voir Fiche technique et Distribution.
Le Piège infernal (The Squeeze) est un film britannique réalisé par Michael Apted, sorti en 1977.

## Synopsis
Un gang kidnappe une famille et sa fille pour obtenir une rançon du riche père de famille.

## Fiche technique
- Titre : Le Piège infernal
- Titre original : The Squeeze
- Réalisation : Michael Apted
- Scénario : Leon Griffiths d'après le roman Whose Little Girl Are You? de James Tucker
- Musique : David Hentschel
- Photographie : Dennis C. Lewiston
- Montage : John Shirley
- Production : Stanley O'Toole
- Société de production : Martinat Productions Limited
- Pays de production :  Royaume-Uni
- Genre : Policier et drame
- Durée : 104 minutes
- Dates de sortie : 
  - Royaume-Uni : 20 mars 1977
  - France : 30 novembre 1977
- Affiche : Michel Landi (France)

## Distribution
- Stacy Keach : Jim Naboth
- David Hemmings : Keith
- Edward Fox : Foreman
- Stephen Boyd : Vic
- Carol White : Jill
- Freddie Starr : Teddy
- Hilary Gasson : Barbara
- Rod Beacham : Dr. Jenkins
- Stewart Harwood : Des
- Alan Ford : Taff
- Roy Marsden : Barry
- Lucinda Duckett : Sharon
- Alison Portes : Christine
- Keith Miles : Jack
- Pamela Brighton : Mme. Devlin
- Marjie Lawrence : Beryl
- Lucita Lijertwood : Mme. Delgado
- Lee Strand : Dave

## Accueil
Dans son livre British Crime Cinema, Leon Hunt estime que le film est une meilleure suite à Sweeney! que Sweeney 2.
La Rolls-Royce conduite par l'acteur Stephen Boyd, est en fait la plus filmée dans l'histoire du cinéma et de la TV. ( source imcdb.org) numéro de chassis SRH 2971. shadow1967.weebly.com